# Kappung (Baum)

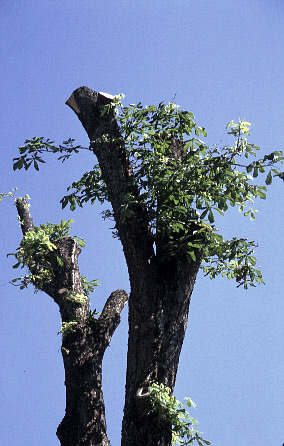
Gekappter Baum

Kappung oder Kappen bei Bäumen bezeichnet den Vorgang, eine gesamte Krone, einzelne Kronenteile oder einzelne Äste ohne Erfordernisse stark einzukürzen. Der Definition entsprechend verbleiben dabei Stummel, deren Versorgung nicht gesichert ist. Ein Wundverschluss durch Überwallung ist dem Baum oft nicht mehr möglich. Eine Kappung ist nach den Richtlinien der Forschungsgesellschaft Landschaftsentwicklung Landschaftsbau kein Bestandteil ordnungsgemäßer Baumpflege.
Nicht zu verwechseln ist die Kappung ferner mit dem Kopfschnitt, beispielsweise bei Kopfweiden.

## Folgen von Kappungen

### Mangelnde Versorgung – Versorgungsschatten
Nimmt man einem Baum einen Großteil seiner Krone, dann fehlt ihm die Möglichkeit, sich ausreichend mit Nährstoffen zu versorgen. Das notwendige Gleichgewicht zwischen Wurzel und Krone wird gestört. Die Wunden an den Kappstellen führen zu Versorgungsschatten, also Bereiche unterhalb der Schnittstelle, die aufgrund mangelnder Versorgung absterben. Die Rinde stirbt ab und der Stamm beginnt zu faulen.

### Fäule
An den großen Verletzungen dringen holzzersetzende Pilze ein und schädigen den Baum durch Abbau seiner tragenden Strukturen.

### Instabile Krone
Ein gekappter Baum versucht, das Gleichgewicht zwischen Wurzel und Krone wiederherzustellen. Es entstehen Ständer (senkrecht nach oben wachsende Triebe), die meist sehr instabil sind und in Konkurrenz zueinander stehen (siehe auch Etiolement). Die schnell wachsenden Ständer können sich aufgrund an der Kappstelle entstehenden Fäulnis kaum im Stamm verankern und neigen dazu, herunterzubrechen.

### Blattmasse
Der Baum versucht nach einer Kappung den Verlust von Kronenteilen und Blättern durch eine starke Bildung von Neuaustrieben auszugleichen, um die Versorgung von Stamm und Wurzel aufrechtzuerhalten. Die Neuaustriebe tragen eine entsprechend große Blattmasse.

### Ästhetik
Ein Baum hat nach der Kappung seine arttypische Kronenform verloren. Es können weitere aufwändige Pflegemaßnahmen erforderlich werden.
Nach geltenden Regelwerken dürfen Kappungen nicht durchgeführt werden und gehören nicht zu den Baumpflegemaßnahmen. Werden sie trotzdem durchgeführt, muss die ausführende Firma mit Schadensersatzforderungen rechnen. Kappungen machen den Baum nur vorübergehend sicherer. In der Regel erhöht sich nach einigen Jahren die Bruchgefahr aufgrund von absterbenden Partien und Fäulnis.

## Mögliche Verwechslung mit dem Verjüngungsschnitt im Obstbau
Auch wenn der Verjüngungsschnitt bei älteren Obstbäumen eine ähnliche Menge an Volumen wie eine vergleichbare Kappung entnimmt, so sind die erzielten Effekte und Auswirkungen doch sehr unterschiedlich. Wird nach Jahren der Nutzung erkannt, dass ein weitgehend stetig, mittels Erhaltungsschnitt gepflegter Obstbaum eine ungünstige Entwicklung zeigt, wird oftmals ein massiver Eingriff mittels eines recht starken Schnittes durchgeführt. Der Unterschied zu der Kappung besteht allerdings gerade in der weitgehenden Vermeidung der kritischen Starkast-Schnitte. Auch nach einem starken Verjüngungsschnitt sollte der Obstbaum weiterhin einen ausgeglichenen Wuchs zeigen.
Falls notwendig werden Starkast-Schnitte derart ausgeführt, dass kein Versorgungsschatten entsteht und immer Triebverlängerungen die Versorgung übernehmen und die Wundheilung treiben. Die Menge an schwächeren Trieben in der Krone wird auch reduziert, aber es ist auch hierbei ein Gleichgewicht anzustreben, welches für den erfahrenen Obstwart als ausgeglichene, normale Krone erkennbar ist.
Objektive und allgemeingültige Qualitätskriterien sind bei den zwangsweise sehr unterschiedlichen Ausgangssituationen kaum zu konkretisieren. Es kommt auf die Fähigkeit der Fachleute zur Abstraktion in der Mustererkennung an. Aus etwa 20 Meter Entfernung wird eine oberflächliche erste Betrachtung nach einem erfolgreichen und regelgerechten Verjüngungsschnitt typischerweise zur Einschätzung führen, dass der Baum eigentlich gut gepflegt sei, aber er wieder einmal geschnitten werden könnte. Eine Kappung wird demgegenüber bei einer solchen Sichtkontrolle sofort als massive Beschädigung der Krone erkennbar.
Der Verjüngungsschnitt ist nicht mit einem einmaligen Eingriff abgeschlossen. Der Obstbaum benötigt in den folgenden Jahren eine über den normalen Erhaltungsschnitt hinausgehende Aufmerksamkeit, um Fehlentwicklungen rechtzeitig abfangen zu können. Ein korrekter Verjüngungsschnitt erhöht einen schwindenden Ertrag und verbessert die Beerntbarkeit auf Jahrzehnte.